# Jan Hendrik Weissenbruch
Jan Hendrik Weissenbruch (La Haia, 19 de juny de 1824 – 24 de març de 1903) fou un pintor neerlandès de l'Escola de la Haia.

## Biografia
Jan Hendrik Weissenbruch nasqué en el si d'una família d'artistes. El seu pare era un pintor amateur i col·leccionava obres d'art. Entre la col·lecció hi havia obres d'Andreas Schelfhout i Bartholomeus Johannes van Hove. El seu cosí Jan era un pintor conegut de vistes romàntiques de ciutat, i un germà, un oncle i dos cosins treballaven en les arts gràfiques. Jan Hendrik Weissenbruch també feia classes al seu fill Willem Johannes, a Théophile de Bock i a Victor Bauffe.
Quan Jan Hendrik tenia setze anys, va rebre lliçons de dibuix de Johannes Low i el 1843 els vespres va rebre classes de Bartholomeus Johannes van Hove en l'Acadèmia d'Art de la Haia. Durant el dia, Weissenbruch treballava a l'estudi de Van Hove, juntament amb Johannes Bosboom i Salomon Leonardus Verveer, ajudaven a fer decorats de paisatge pel Teatre Reial.
Les obres primerenques de Weissenbruch mostren la forta influència del pintor romàntic Andreas Schelfhout, la qual es pot veure als primers paisatges, pintats amb molt detall. Els seus magnífics cels ennuvolats mostren l'admiració de l'artista del segle xvii Jacob Van Ruysdael, el treball del qual va veure de jove al Mauritshuis de la Haia. Quan se'l convidà a rebre classes d'aquest cèlebre artista, el seu millor amic, Bosboom, li va aconsellar no acceptar-ho. «No puc dir simplement ‘no, gràcies' a Schelfhout!», va respondre Weissenbruch. Bosboom li va replicar: «Hauries de fer-ho, Weiss! Has d'aprendre a anar pel teu compte i veure-hi a través dels seus propis ulls». El 1847 les obres Weissenbruch van ser exposades per primer cop. És un dels fundadors de l'Estudi Pulchri.
El 1849, dos anys després de la seva primera exposició, el Museu Teyler de Haarlem adquirí un dels seus paisatges panoràmics, tanmateix aquest èxit inicial no durà gaire temps. Malgrat el prestigi guanyat entre els seus col·legues, no va rebre reconeixement públic fins a final de la dècada de 1880. Durant aquest període de transició, Weissenbruch va passar de ser un pintor característic del Romanticisme nerlandès a un dels principals representants de l'Escola de la Haia. Els seus vius paisatges de dunes van portar a una sèrie d'impressions atmosfèriques dels pòlders neerlandesos, en les quals l'artista presta especial atenció a la representació dels cels ennuvolats i les franges d'aigua. Aquests paisatges d'oli i aquarel·la van ser pintats, gairebé sense excepció, amb pinzellades lliures i delicades.
A Weissenbruch li agradava treballar a l'exterior al camp. Normalment trobava temes als afores de la Haia, on vivia. Tanmateix, el 1900, als setanta anys, va fer un viatge a Barbizon on va pintar-hi la seva escena de boscos famosa. El viatge a Barbizon va d'haver de ser una mena de pelegrinatge per a ell, des que a partir de 1830 pintors francesos havien començat a pintar aquesta zona a l'aire lliure a gran escala. Aquests «pintors de Barbizon» s'esforçaven per aconseguir una representació natural del paisatge, parant atenció al clima i a la llum. La natura per a Weissenbruch era també de gran importància.

## Galeria d'imatges

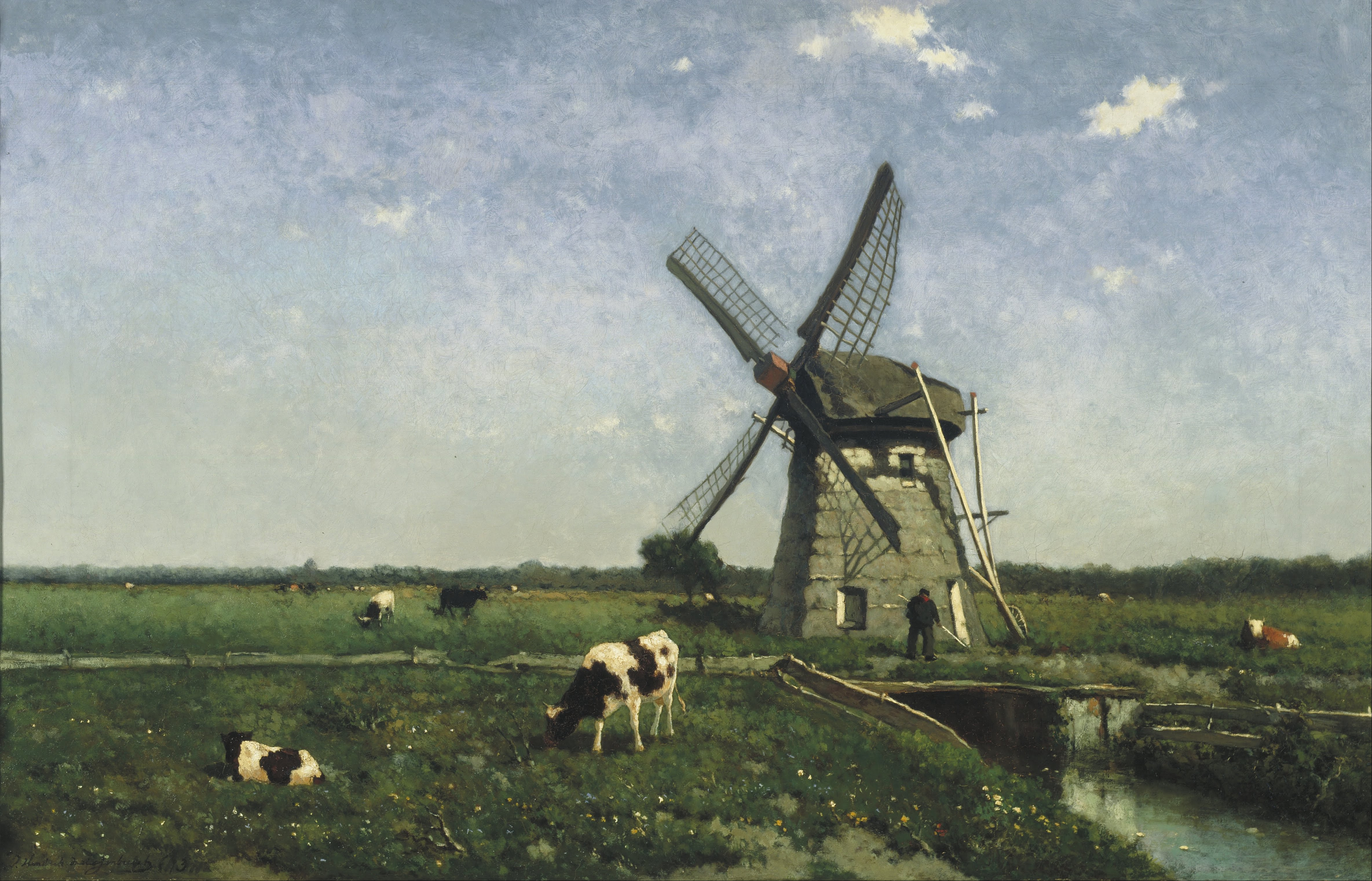
Paisatge amb molí prop de Schiedam (1873)
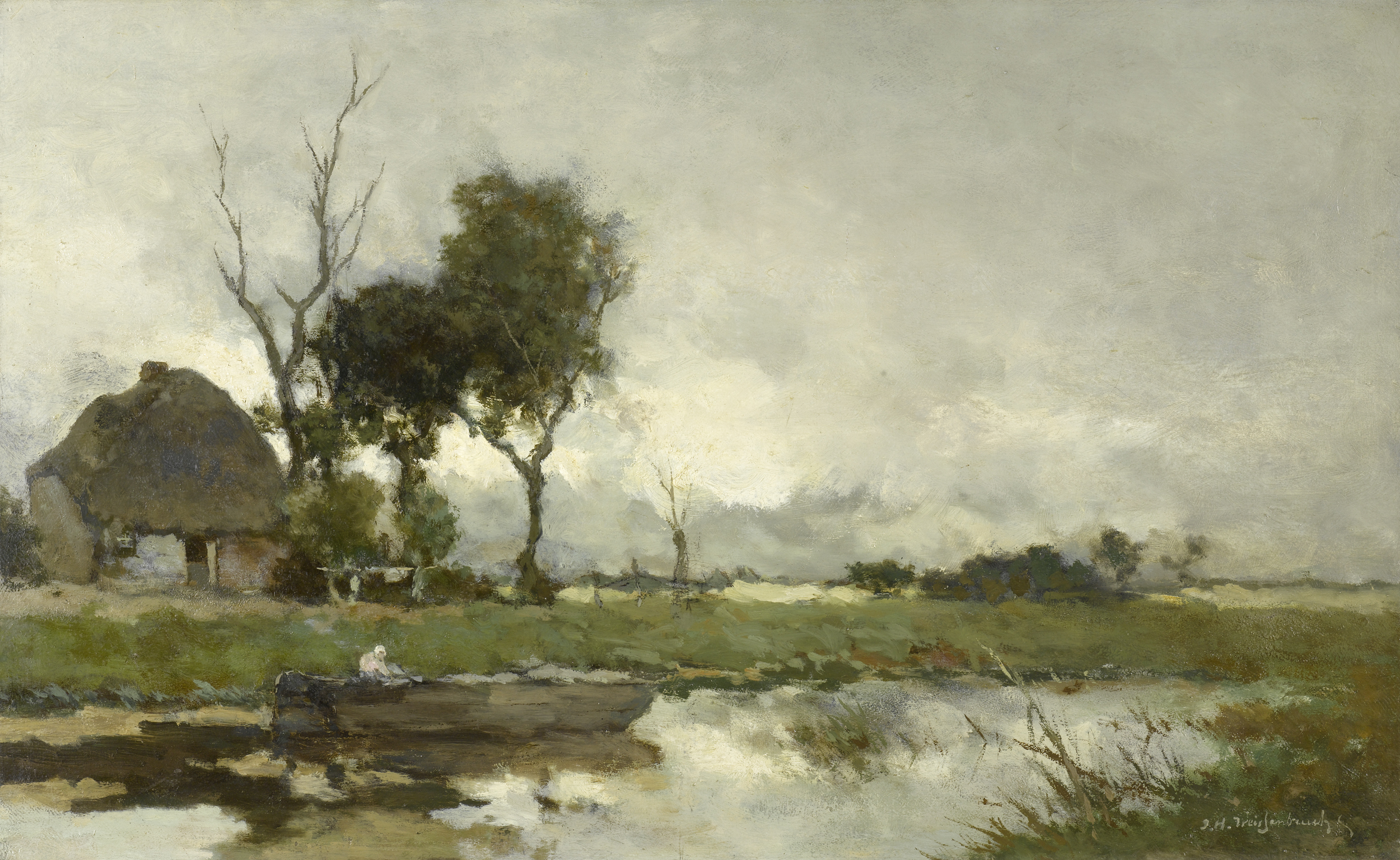
Paisatge de tardor (ca. 1870 – 1903)
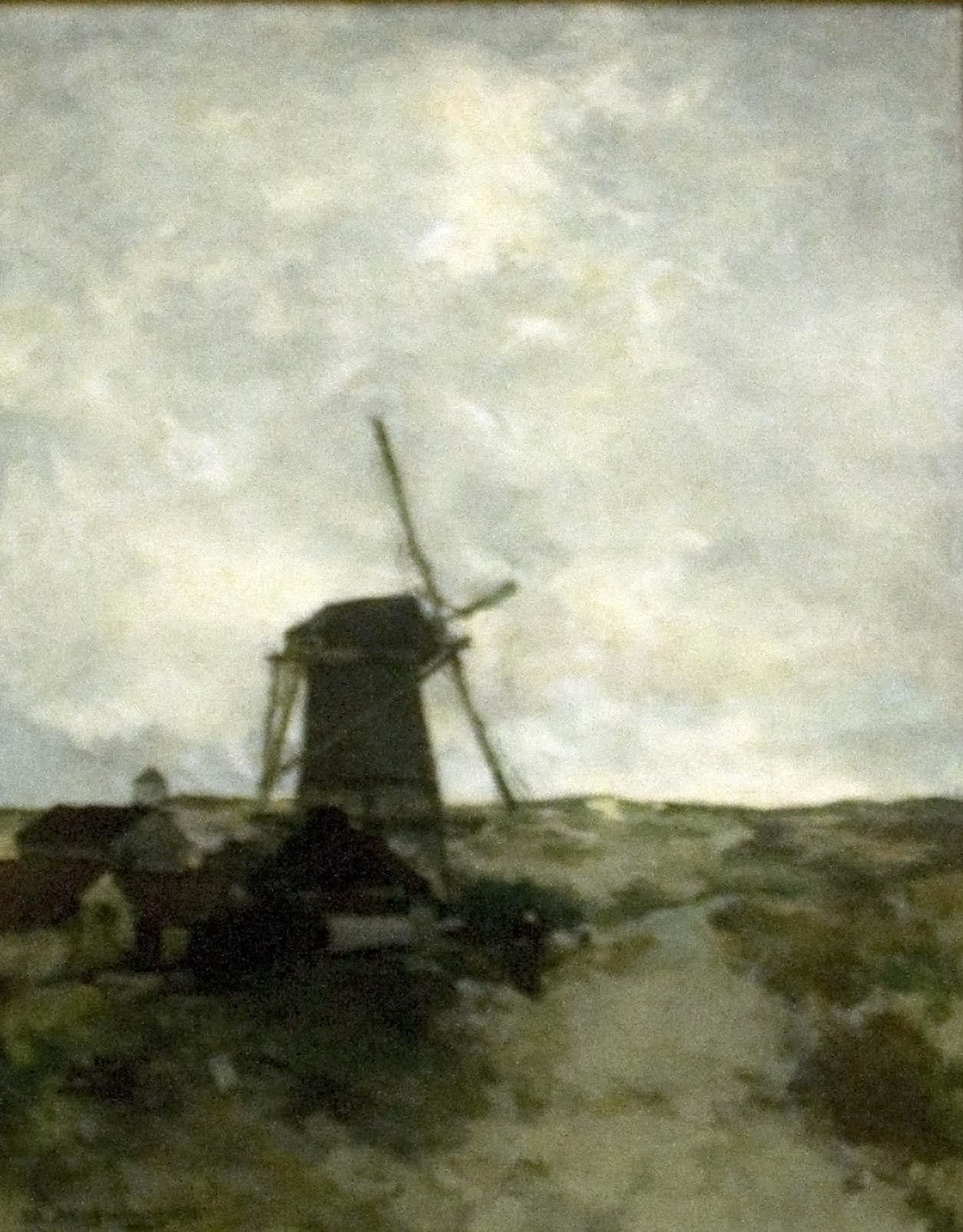
El molí de vent (1899)
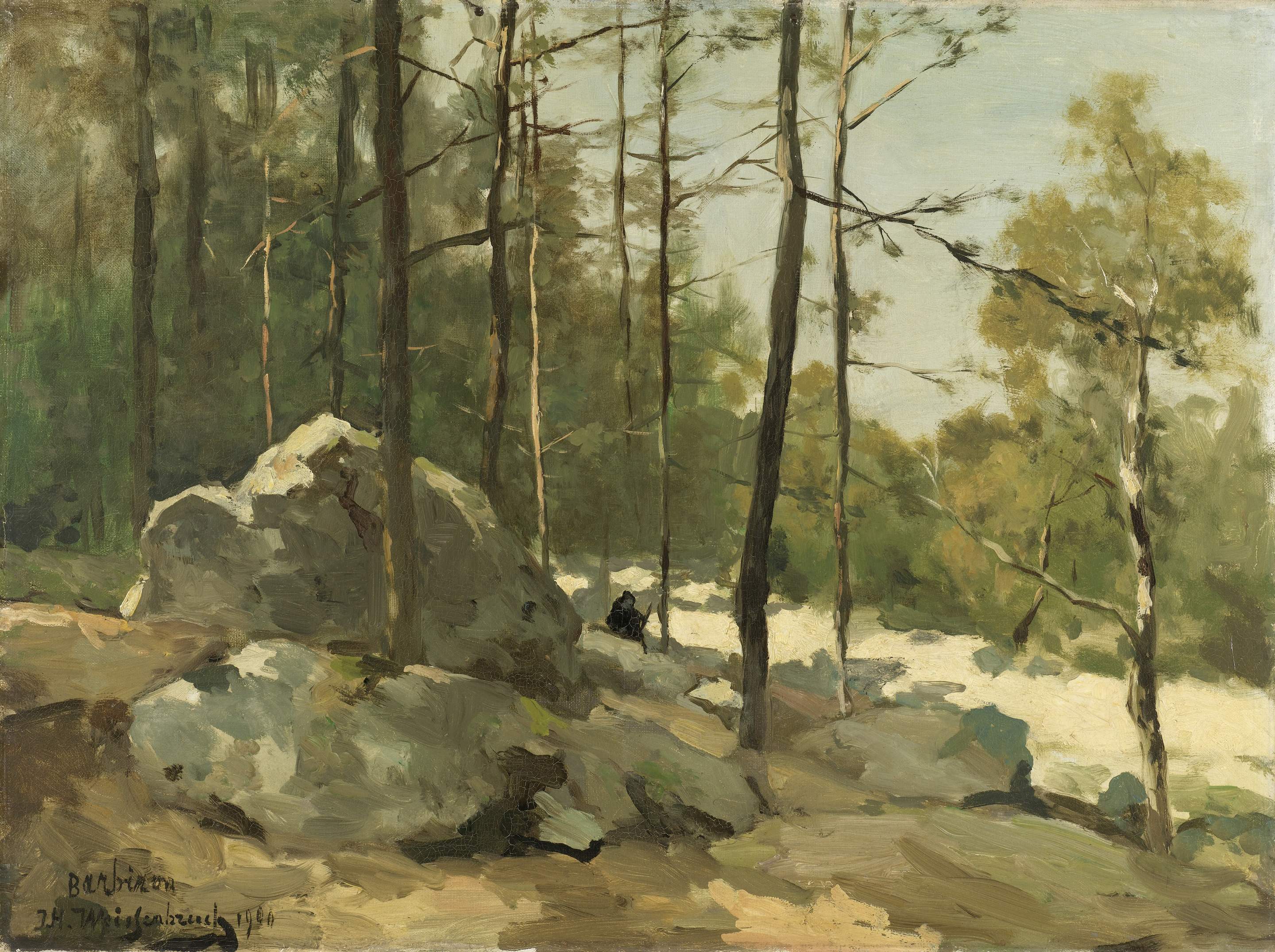
Vista de bosc prop de Barbizon (1900)